# June Almeida
Pour les articles homonymes, voir Almeida (homonymie).
June Almeida, née le 5 octobre 1930 et morte le 1er décembre 2007, est une virologue écossaise.
Malgré son peu d'éducation formelle, elle est devenue docteure en sciences et pionnière de l'imagerie, de l'identification et du diagnostic des virus. En 1966, avec son collègue David Tyrrell, elle décrit un nouveau type de virus appelé coronavirus. Ses travaux les plus marquants concernent le développement de techniques de microscopie électronique en immunologie  et la découverte des anticorps-HBc.

## Biographie
June Dalziel Hart est née le 5 octobre 1930 à Glasgow ; elle est la fille de Jane Dalziel et Harry Leonard Hart, chauffeur de bus. Elle est contrainte de quitter l'école à 16 ans, ses parents n'ayant pas les moyens de l'envoyer à l'université. En 1947, elle est embauchée comme technicienne en histopathologie au Glasgow Royal Infirmary (en). Elle poursuit sa carrière à l'hôpital St Bartholomew.
Elle déménage au Canada où elle travaille à l'Institut du cancer de l'Ontario en tant que microscopiste électronique. Son nom figure sur des publications pour son travail sur l'identification de la structure virale. Ses compétences sont remarquées par A.P. Waterson, alors professeur de microbiologie à la faculté de médecine du St Thomas' Hospital, qui la persuade de revenir en Angleterre pour travailler à l'hôpital. Elle y développe une méthode pour mieux visualiser les virus en utilisant des anticorps pour les agréger. Elle travaille sur le virus de l'hépatite B et les virus du rhume.
Alors que le virus de l'hépatite B a été mis en évidence trois ans plus tôt, et que David Dane vient juste d'indiquer l'existence de particules de l'antigène australien sur des objets de type virus dans le noyau de cellules infectées, elle parvient à libérer le cœur de ces « objets », et elle découvre grâce à la microscopie électronique immunitaire (en) que les personnes atteintes d'hépatite B forment des anticorps non seulement sur la surface des cellules, mais aussi dans les noyaux (anti-HBc) contre un antigène central. Cette découverte implique que ces particules de Dane sont les réels porteurs de la charge virale du virus de l'hépatite B, ce qui est confirmé par la suite. Les anticorps HBc sont utilisés dans des tests commercialisés en 1982, pour pallier le manque de spécificité des tests d'antigènes de surface, mais aussi par la suite, de façon transitoire, pour détecter des donneurs de sang porteurs de l'hépatite C ou du VIH.
June Almeida produit également les premières images du virus de la rubéole en utilisant l'immunofluorescence. En 1966, elle collabore avec David Tyrrell qui dirige des recherches sur le rhume à la Common Cold Unit de Salisbury dans le Wiltshire. L'équipe de Tyrrell avait découvert qu'ils étaient capables de cultiver un certain nombre de virus courants associés au rhume, mais pas tous. Un échantillon connu sous le nom de B814, provenant des lavages nasaux d'un élève d'un internat du Surrey en 1960, était réfractaire la culture, bien qu’il fût capable de transmettre les symptômes du rhume à des volontaires. Des échantillons ont été envoyés à June Almeida qui a vu les particules virales dans les échantillons, qu'elle a décrit comme ressemblant à des virus de la grippe. Elle a donc identifié ce qui est devenu le premier coronavirus humain. La nouvelle découverte de la souche B814 a été publiée dans le British Medical Journal en 1965 ; et les premières photographies de Almeida ont été publiées dans le Journal of General Virology deux ans plus tard,. Cette famille comprend le virus du SRAS .
Almeida suit Waterson à la Postgraduate Medical School de Londres, où ses contributions à des articles sont reconnues par l'attribution d'un doctorat. Elle termine sa carrière au Wellcome Institute. Durant la période où elle travaille pour Wellcome, elle dépose plusieurs brevets dans le domaine de l'imagerie des virus. En 1970, Abert Kapikian passe six mois au Royaume-Uni à la suggestion de son patron ; il y étudie les techniques d'Almeida. De retour aux États-Unis, il utilise ses techniques pour identifier la gastro-entérite non bactérienne, le norovirus.
Almeida quitte Wellcome et se met à enseigner le yoga. À la fin des années 1980, elle retourne aider à capturer de nouvelles images du virus VIH.
Elle a par ailleurs publié un manuel pour un diagnostic viral rapide en laboratoire en 1979 pour l'Organisation mondiale de la santé.
Almeida meurt à Bexhill d'une crise cardiaque en 2007.

## Héritage et coronavirus

### Nouvelle façon de voir les virus
La microscopie électronique produit des images plus détaillées, grâce à la longueur d'onde plus courte des électrons. Toutefois, il demeure difficile d'identifier ce que l'on cherche, c'est-à-dire de faire la différence entre un virus, une cellule ou un autre organisme microscopique. La solution de June Almeida à ce problème est d'exposer un échantillon de virus à des anticorps provenant de personnes préalablement infectées. Les anticorps se regroupent alors autour des virus et, du même coup, identifient lesquelles des particules microscopiques sont les virus.

### Pandémie de COVID-19 en 2019-2020
Lors de la pandémie de COVID-19 en 2019-2020, ses recherches sont à nouveau remarquées. La BBC décrit Almedia comme « la femme qui a découvert le premier coronavirus ». Le professeur Hugh Pennington remarque que les Chinois ont utilisé ses techniques pour identifier le COVID-19 et que son travail a aidé à une identification précoce.